# 伯恩斯敦鎮區 (明尼蘇達州布朗縣)
伯恩斯敦鎮區（英語：Burnstown Township）是位於美國明尼蘇達州布朗縣的一個行政鎮區。

## 地方資料
伯恩斯敦鎮區的面積為90.40平方千米，當中陸地面積為89.90平方千米，而水域面積為0.50平方千米。根據2020年美國人口普查的數據，當地共有人口262人，而人口密度為每平方千米2.9人。